# Kamil Grabara
Kamil Grabara (Ruda Śląska, 1999. január 8. –) lengyel válogatott labdarúgó, a német Wolfsburg kapusa.

## Pályafutása

### Klubcsapatokban
Grabara a lengyelországi Ruda Śląska városában született. Az ifjúsági pályafutását a Wawel Wirek Ruda Śląska és a Stadion Śląski Chorzów csapatában kezdte, majd a Ruch Chorzów akadémiájánál folytatta.
2016-ban mutatkozott be az angol Liverpool felnőtt keretében. 2019 és 2021 között a dán Aarhus és az angol Huddersfield Town csapatát erősítette kölcsönben. 2021. július 3-án ötéves szerződést kötött a dán első osztályban szereplő København együttesével. Először 2021. július 18-án, az Aalborg ellen hazai pályán 2–2-es döntetlennel zárult találkozón lépett pályára. 2024. július 1-jén a német Wolfsburghoz szerződött.

### A válogatottban
Grabara az U16-os, az U17-es, az U18-as és az U21-es korosztályú válogatottakban is képviselte Lengyelországot.
2022-ben debütált a felnőtt válogatottban. Először 2022. június 1-jén, Wales ellen 2–1-es győzelemmel zárult Nemzetek Ligája mérkőzésen lépett pályára.

## Statisztikák
2024. május 31. szerint
| Klub                           | Szezon   | Osztály          | Bajnokság | Bajnokság | Kupa  | Kupa | Nemzetközi | Nemzetközi | Összesen | Összesen |
| Klub                           | Szezon   | Osztály          | Meccs     | Gól       | Meccs | Gól  | Meccs      | Gól        | Meccs    | Gól      |
| ------------------------------ | -------- | ---------------- | --------- | --------- | ----- | ---- | ---------- | ---------- | -------- | -------- |
| Aarhus (kölcsönben)            | 2018–19  | Danish Superliga | 16        | 0         | 0     | 0    | —          | —          | 16       | 0        |
| Huddersfield Town (kölcsönben) | 2019–20  | Championship     | 28        | 0         | 0     | 0    | —          | —          | 28       | 0        |
| Aarhus (kölcsönben)            | 2020–21  | Danish Superliga | 29        | 0         | 6     | 0    | —          | —          | 35       | 0        |
| København                      | 2021–22  | Danish Superliga | 32        | 0         | 0     | 0    | 12         | 0          | 44       | 0        |
| København                      | 2022–23  | Danish Superliga | 23        | 0         | 5     | 0    | 4          | 0          | 32       | 0        |
| København                      | 2023–24  | Danish Superliga | 32        | 0         | 4     | 0    | 14         | 0          | 50       | 0        |
| Wolfsburg                      | 2024–25  | Bundesliga       | 0         | 0         | 0     | 0    | —          | —          | 0        | 0        |
| Összesen                       | Összesen | Összesen         | 160       | 0         | 15    | 0    | 30         | 0          | 205      | 0        |

### A válogatottban
| Válogatott    | Év       | Pályára lépés | Gól |
| ------------- | -------- | ------------- | --- |
| Lengyelország | 2022     | 1             | 0   |
| Összesen      | Összesen | 1             | 0   |

## Sikerei, díjai
København
- Danish Superliga
  - Bajnok (1): 2021–22